# NGC 3920
NGC 3920 este o radiogalaxie situată în constelația Leul. A fost descoperită în 10 aprilie 1785 de către William Herschel. Se află la o distanță de 55,59 de megaparseci de Pământ.